# Linia Obołonśko-Teremkiwśka
Linia Obołonśko-Teremkiwśka (ukr. Оболонсько-Теремківська лінія) – druga linia metra w Kijowie, w pierwszym etapie otwarta w 1976 roku, rozbudowana w kierunku północnym wzdłuż prawego brzegu rzeki Dniepr i odbiegająca od rzeki w kierunku południowo-zachodnim. Stacje północnego odcinka linii zbudowane w latach 70. i 80. XX wieku, stanowią jedne z najlepszych przykładów późnosowieckich elementów architektonicznych. Linia zazwyczaj zaznaczona w kolorze niebieskim na mapach.
Przed zmianą nazwy w lutym 2018 roku linia nazywała się Kureniwśko-Czerwonoarmijśka (ukr. Куренівсько-Червоноармійська).